# Ендубій
Ендубій (*д/н — 300) — цар Аксуму в 270—300 роках.

## Життєпис
Спадкував трон після смерті Датауна. Став одним з найдавнішим володарів, що карбував монети. За його панування виходили золоті та срібні монети. На монетах Ендубія, знайдених дотепер, було викарбувано ΑΞΩΜΙΤΩ ΒΑϹΙΛΕΥϹ — басілевс Аксуму, а також ΒΙϹΙ ΔΑΧΥ — бісі Даху. Це перша поява титулу «бісі», який, на думку С. К. Мунро-Хей, пов'язаний із ґеезьким словом беес'я — «людина». На монетах зображено голову правителя з щільною шапочкою, навколо нього розміщені колоски та півмісяць.
Перетворив свою державу на значну потугу в регіоні, змусивши рахуватися із собою Мероїтську державу і східні племена. Перетворив порти Аксуму на важливі посередниці торгівельні центри між Римською імперією та Індостаном.